# 23 décembre (chanson)
23 décembre est une chanson québécoise écrite en 1974 par le groupe Beau Dommage et lancée dans leur premier album éponyme. Il s'agit d'une des chansons les plus connues et les plus iconiques du groupe.
La chanson raconte le temps de Noël en contexte canadien français pendant les années 1950, durant l'enfance de l'interprète. La chanson est chantée en langage québécois populaire. Elle est plus souvent considérée comme une chanson du jour de l'an.

## Allusions
La chanson fait allusion à différentes pratiques québécoises traditionnelles du temps des Fêtes, comme l'installation de sapins, au pied desquels se trouvent une crèche de Noël comprenant une grange miniature avec des statuettes d'animaux (ânes, bœufs) et de personnages de la Nativité dont saint Joseph, les cadeaux de Noël, les déguisements de Père Noël et les célébrations du jour de l'An. Elle comprend également des références vestimentaires comme les habits de première communion et le port de tuques.
- Guy Rondou est un ami d'enfance de l'auteur de la chanson Pierre Huet[3].
- Le défenseur Doug Harvey a joué pour les Canadiens de Montréal entre 1947 et 1961.
- Le Monsieur Côté auquel réfère la chanson était le professeur de syntaxe de Pierre Huet[3].
- La chanson fait référence au magasin Dupuis Frères, qui est alors le magasin à rayons préféré de la classe populaire francophone.

## Anecdotes
En 2015, une enseignante de musique d'une école de la Rive-Sud censure une expression contenue dans les paroles de la chanson écrite par Pierre Huet.